# إنجي أنور
إنچي أنور إعلامية مصرية. عملت كمقدمة برامج حوارية في عدد من القنوات والشبكات الإعلامية في مصر والخارج، منذ أن كانت طالبة في كلية الإعلام جامعة القاهرة.

## المسيرة المهنية
في عام 1993م انضمت لشبكة راديو وتليفزيون العرب ART..
منذ عام 1993م وحتى 1998م استمرت في العمل كمقدمة برامج حوارية في شبكة راديو وتليفزيون العرب ART من القاهرة، قدمت خلالها وشاركت في إعداد عددا من البرامج المتنوعة منها على سبيل المثال: دعوة على فنجان شاي، وموعد على السحور، وصفات وشخصيات.
وانتقلت إنچي بعدها إلى مركز بث شبكة راديو وتليفزيون العرب الرئيسي في روما، حيث قدمت وأعدت برنامج«أهل الطرب» الذي استضافت خلاله كبار مطربي ومطربات العالم العربي.
عادت إنچي إلى القاهرة لتنضم إلى أسرة التليفزيون المصري في مارس 1998، لتقدم على قناته الرئيسية القناة الأولى واحدا من أهم برامجها «آخر كلام» وهو من أوائل برامج التوك شو في مصر والذي حصل على نسبة مشاهدة عالية في مصر وجذب الكثير المعلنين، وحققت إنچي من خلال برنامج «آخر كلام» نقلة مهنية كبيرة في مشوارها الإعلامي والذي استضافت من خلاله كبار الشخصيات في مصر والوطن العربي.هذا بخلاف تقديمها لبرامج «الحد الفاصل..مساء الخير..صباح الخير يا مصر».
في يونيو 2009م اختارتها قناة الحرة الأمريكية لتكون المذيعة الرئيسية لبرنامجها الأهم والأبرز «اليوم» لتقدمه على مدى خمس سنوات، لمدة ثلاث ساعات يوميا من الأحد إلى الخميس، غطت إنچي في «اليوم» جميع الثورات العربية والأحداث الهامة عربيا ودوليا وحاورت فيه عددا من أبرز الشخصيات السياسية البارزة في الوطن العربي والعالم وتنقلت لتقدم البرنامج من أكثر من دولة.
في مارس 2014 عادت إلى مصر لتنضم إلى أسرة شبكة سي بي سي" لتقدم برنامج "3 أيام" على شاشة CBC Extra، في العاشرة مساء من الأربعاء إلى الجمعة وهو البرنامج الوحيد الذي يقسم أيامه الثلاثة ليفرد حلقة الأربعاء للجانب السياسي في حياة المصريين وحلقة الخميس يستضيف ويقدم من وما هو مميز في عالم الفن وحلقة الجمعة استراحة إنسانية وبحث داخل الشخصية المصرية إنسانيا واجتماعية.
في مارس 2015 انضمت انجي أنور لتقدم برنامج البيت بيتك على شاشة قناة Ten.
إنچي تقدم الآن برنامج «مساء القاهرة» وهو برنامج التوك شو اليومي الذي تقدمه قناة Ten من السبت إلى الأربعاء، من الثامنة وحتى الحادية عشر مساء.
تتميز إنچي أنور بطلتها الخاصة منذ ظهورها الأول وأدائها المهني الاحترافي جذب إليها عدد من القنوات العربية لتسند إليها تقديم أهم برامجها.